# Mallards de Madison
Uniformes
Les Madison Mallards sont une équipe de baseball d'été collégiale basée à Madison, dans le Wisconsin, qui évolue dans la Northwoods League. Leur terrain de jeu est le Warner Park, situé au nord de Madison.

## Histoire
L'histoire du baseball des ligues mineures à Madison débute avec le succès initial des Madison Muskies. Affiliés aux Oakland A's de la Midwest League, les Muskies connaissent une période de compétitivité et acquièrent un nombre important de supporters depuis leur création en 1982. Cependant, au fil du temps, la fréquentation des matches diminue et la rentabilité des Muskies décroît, aboutissant à leur disparition. En 1993, les Madison Mallards sont créés pour combler le vide laissé par les Muskies.
En 1994, les Muskies sont remplacés pour une seule saison par les Madison Hatters, une filiale de St. Louis. Puis, en 1996, débute la période de cinq ans des Madison Black Wolf, une équipe indépendante. Cependant, une faible affluence et un manque d'intérêt ont entravé l'équipe, la contraignant à déménager vers une communauté plus rentable.
En 2001, l'entrepreneur local Steve Schmitt introduit les Madison Mallards au Warner Park. Les Mallards rejoignent alors la Northwoods League, qui met en vedette des joueurs de baseball collégiaux amateurs pendant la saison morte.
Le 17 octobre 2019, un incendie suspecté d'être criminel cause d'importants dommages au magasin de sport. La police enquête sur l'incendie en tant qu'acte criminel, et les dommages sont estimés à 150 000 $.

### Succès
Les Mallards parviennent à se qualifier pour les séries éliminatoires en 2003, 2004, 2005, 2006, 2008, 2013, 2015, 2016 et 2021. Ils atteignent quatre finales de championnat de la Northwoods League, se classant deuxièmes en 2005 et 2008, et remportant le championnat en 2004 et 2013.

## Propriété
En 2014, le groupe de propriétaires des Mallards a fondé Big Top Baseball, qui était alors un leader dans le baseball collégial d'été, exploitant quatre franchises de la Northwoods League dans l'État du Wisconsin. Big Top Baseball détient et exploite actuellement les Madison Mallards et les Kenosha Kingfish, et a autrefois possédé les Wisconsin Rapids Rafters et les Green Bay Bullfrogs, ces dernières ayant été vendues pendant la pandémie de COVID-19.

## Stade
Le Warner Park, érigé en 1982, a une capacité actuelle de 6 750 places.

### Dimensions
La surface de jeu du terrain est principalement en herbe, avec des dimensions de 308 1/3 pieds vers le champ gauche, 380 pieds vers le champ centre et 290 2/3 pieds vers le champ droit, mesurées à partir du marbre. Un tableau d'affichage de 440 pieds carrés, installé en 2013, est situé dans le champ centre-gauche. Le stade est équipé de 14 télévisions à écran plat réparties dans tout le complexe. Il comprend également une aire de jeux pour enfants et des sièges de pique-nique près des lignes de fau.

### Affluence
Les Mallards se classent régulièrement en tête du classement national en termes d'affluence parmi les équipes de baseball estival universitaire, avec une moyenne de plus de 6 308 spectateurs par match en 2017 et 6 249 en 2018,.

### Le Poste d'Observation des Canards
Le club propose une promotion appelée le Poste d'Observation des Canards, un groupe de sièges situés dans le champ droit, au prix maximum de 41 $ et comprenant une alimentation illimitée, des sodas et de la bière. En 2018, le Poste d'Observation des Canards a bénéficié d'une rénovation d'un million de dollars.

## Galerie

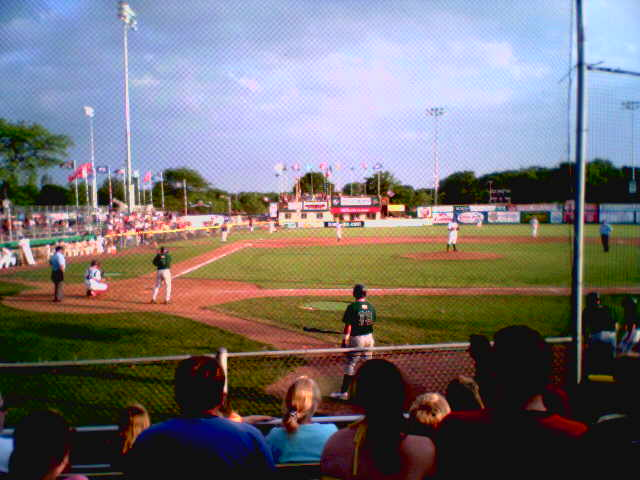
Match des Madison Mallards contre les Duluth Huskies
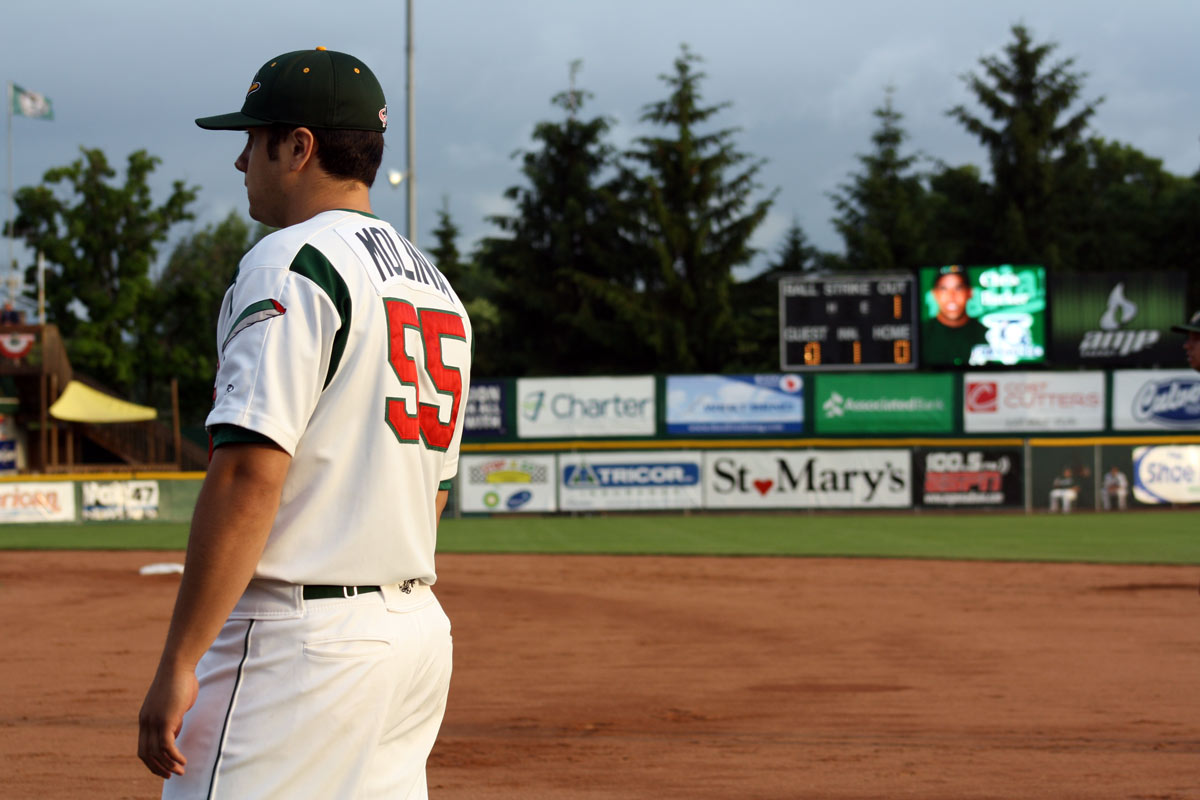
Journée d'ouverture des Madison Mallards
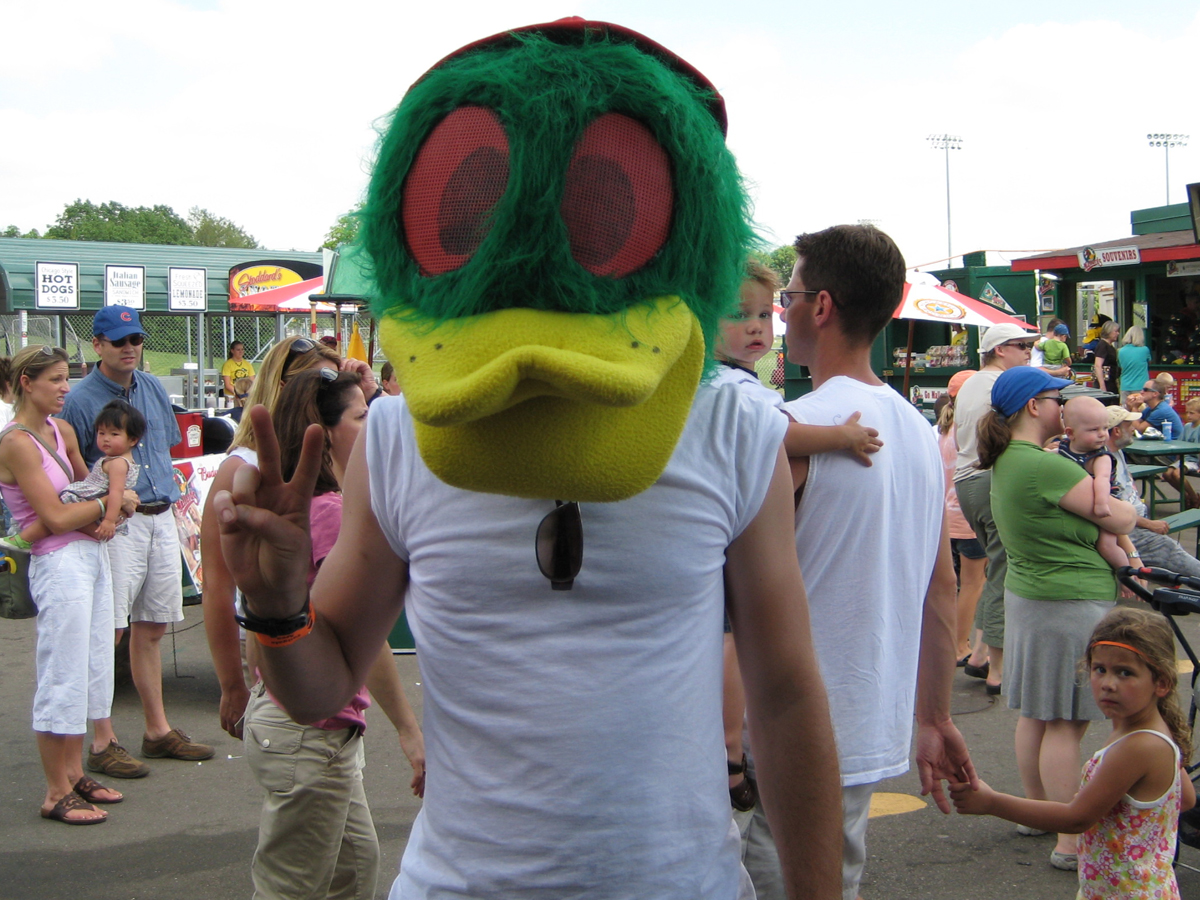
Supporters des Madison Mallards encourageant l'équipe

## Anciens joueurs notables de la MLB
- Pete Alonso
- Nico Hoerner
- Jose Trevino (baseball)
- Alec Mills
- Matt Vierling
- Phil Gosselin
- Matt Thaiss
- Danny Burawa
- Derek Fisher
- J.R. Graham
- John Hicks
- Ryan Spilborghs
- Tony Gonsolin